# Mešita Turků v Nantes
Mešita Turků, francouzsky mosquée des Turcs, je muslimská náboženská budova, která se nachází v Nantes, v Loire-Atlantique. Stojí na bulváru Bâtonnier-Cholet č. 21 v okrese Bellevue-Chantenay-Sainte-Anne.
Mešita má podlahovou plochu o rozloze 1 750 m² a výšku 20 metrů. Fasády jsou zhotoveny z železobetonu pokrytého vápencem z Bayburtu (Turecko). Tyto kameny byly otesány řemeslníky z Anatolie. Modrá keramika zdobí vchod. Součástí architektonického komplexu je také kulturní centrum sousedící s mešitou, s tureckou kavárnou, malým obchodem s potravinami a knihovnou.